# Vsevolod III Vladimirski
Vsevolod Iourievitch (en russe : Все́волод Ю́рьевич et en ukrainien : Всеволод Юрійович), dit  Vsevolod III de Vladimir mais plus connu sous le nom de Vsevolod le Grand Nid (ou « nichée ») (en russe : Все́волод Большое Гнездо et en ukrainien : Всеволод Велике Гніздо), est un prince de la Rus' de Kiev de la dynastie des Riourikides (né vers 1154 à Dmitrov et mort le 15 avril 1212 à Vladimir). Grand prince de Kiev, il y régna cinq semaines en 1173.
Fils cadet de Iouri Dolgorouki et de sa seconde femme, Hélène.
Il est également grand-prince de Vladimir de 1176 à 1212, la cité atteignant son apogée sous son long règne de 36 ans.

## Biographie

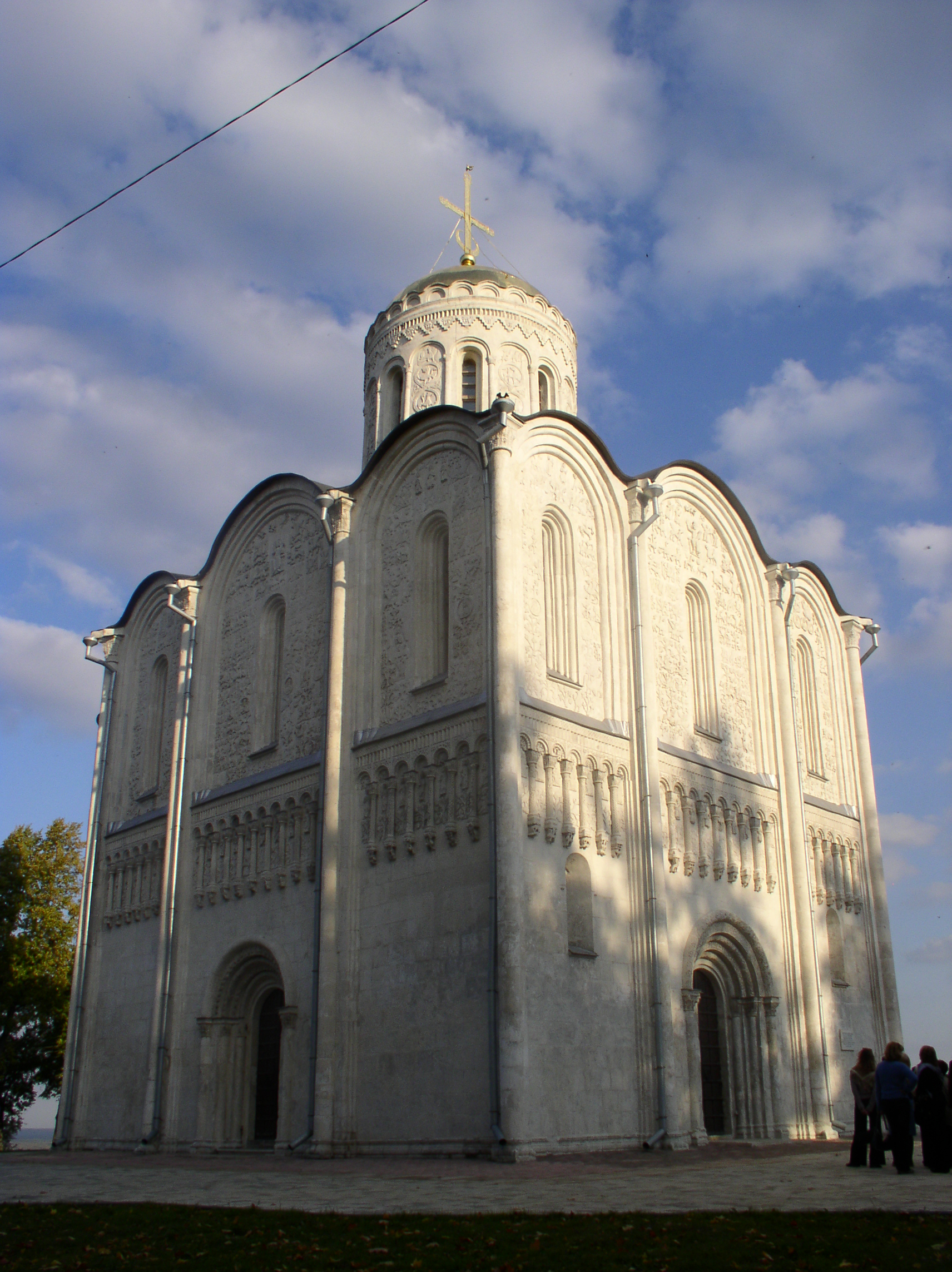
Le nom de baptême de Vsevolod était Dmitri, c'est pourquoi il avait dédié la cathédrale de Vladimir à Saint Démétrios, son saint patron.

Son demi-frère, André Bogolioubski (qui n'aimait pas Hélène, la mère de Vsevolod), obtient de l'empereur byzantin Manuel Ier Comnène l'accueil de quatre de ses frères condamnés à l'exil (dont Vsevolod, ainsi que Michel, David et Iaropolk) avec leur mère, Hélène.
C'est donc avec sa mère (princesse grecque) et ses frères à Constantinople qu'il passe toute sa jeunesse exilé à la cour des Comnènes. Il rentre ensuite en Russie à l'âge de quinze ans, après avoir fait la paix avec son frère André Ier en 1169 (lui et d'autres princes l'aident alors à mettre à sac la ville de Kiev la même année). Sur son retour, il se serait arrêté selon les chroniques à Tbilissi, y rencontre le roi de Géorgie (peut-être Georges III), et épousa une princesse ossète, Marie Shvarnovna (femme très pieuse qui fonda de nombreux couvents).
Fait prince de Kiev en 1173 en succédant à son frère Michel Ier, il s'occupe peu de la ville et la délaisse. Il aide ensuite ce dernier à s'emparer des terres de Vladimir contre l'usurpateur Iaropolk Vladimirski, puis lui succède après sa mort comme en tant que « grand-prince » en 1176 (devenant le premier à porter le titre de « grand-prince » de Vladimir, en signe de rupture avec la grande-principauté de Kiev).
En 1195, il reçoit plusieurs villes de la part de son cousin Rurik II de Kiev en échange d'argent et de quelques domaines. Parmi ces villes, il donne Torchesk à son beau-fils, Rostislav Rurikovitch (le mari de sa fille Vseslava), le frère de Rurik, ce qui déclenche une nouvelle guerre civile entre Rurik II et Roman Mstislavitch.
Il continue d'étendre les terres de Vladimir durant son règne, fondant notamment la ville de Gleden (ainsi que son monastère de la Trinité), et parvient à administrer et assujettir les principautés voisines.
Il était connu pour être sans pitié avec ceux qui lui résistaient et lui désobéissaient: en 1178, il incendie Volokolamsk, en 1180 et 1187, il punit les princes de Riazan en les chassant de leurs terres et en 1207, il brûle Riazan et Belgorod.
Il meurt le 14 avril 1212 à Vladimir, et est enterré dans la Cathédrale de la Dormition de la ville.

## Famille

### Unions et descendance
Il doit son surnom du « Grand Nid » à ses quatorze enfants issus de son union avec la princesse Marie Shvarnovna d'Ossétie (morte le 19 mars 1206), dont :
- Sbislava Vsevolodovna (née le 26 octobre 1178) ;
- Vseslava Vsevolodovna, épouse Rostislav Iaroslavich, prince de Snov ;
- Verchoslava Vsevolodovna, épouse Rostislav II, prince de Kiev ;
- Constantin Vladimirski (18 mai 1186-2 février 1218), prince de Rostov en 1212 puis prince de Vladimir ;
- Boris (1188-1238) ;
- Gleb (mort jeune le 29 septembre 1189) ;
- Iouri II Vladimirski (1189 - 4 mars 1238), prince de Vladimir ;
- Iaroslav II Vladimirski (8 février 1191-30 septembre 1246), prince de Vladimir[5] ;
- Hélène Vsevolodovna (morte en 1204) ;
- Vladimir (25 octobre 1194-6 janvier 1229), prince de Pereïaslavl en 1218 ;
- Sviatoslav IV Vladimirski (27 mars 1196-3 février 1252), Grand Prince de Vladimir ;
- Ivan (28 juillet 1198-vers 1247), prince de Staroub en 1238[6] ;
- Pelagea Vsevolodovna ;
- Anne Vsevolodovna (morte en 1239), épouse Vladimir, prince de Belgorod.

Après la mort de Marie d'Ossétie, il épouse en secondes noces Liubov Vasilkovna, fille de Vasilko Briacheslavitch (prince de Vitebsk), dont il n'eut pas d'enfants connus.

### Ancêtres
|  |                           |  |  |  |  |  |  |  |  |  |  |  |  |  |  |  |
|  | 16. Iaroslav le Sage      |  |  |  |  |  |  |  |  |  |  |  |  |  |  |  |
|  |                           |  |  |  |  |  |  |  |  |  |  |  |  |  |  |  |
|  |                           |  |  |  |  |  |  |  |  |  |  |  |  |  |  |  |
|  | 8. Vsevolod Ier de Kiev   |  |  |  |  |  |  |  |  |  |  |  |  |  |  |  |
|  |                           |  |  |  |  |  |  |  |  |  |  |  |  |  |  |  |
|  |                           |  |  |  |  |  |  |  |  |  |  |  |  |  |  |  |
|  | 17. Ingigerd de Suède     |  |  |  |  |  |  |  |  |  |  |  |  |  |  |  |
|  |                           |  |  |  |  |  |  |  |  |  |  |  |  |  |  |  |
|  |                           |  |  |  |  |  |  |  |  |  |  |  |  |  |  |  |
|  | 4. Vladimir II Monomaque  |  |  |  |  |  |  |  |  |  |  |  |  |  |  |  |
|  |                           |  |  |  |  |  |  |  |  |  |  |  |  |  |  |  |
|  |                           |  |  |  |  |  |  |  |  |  |  |  |  |  |  |  |
|  | 18. Constantin IX         |  |  |  |  |  |  |  |  |  |  |  |  |  |  |  |
|  |                           |  |  |  |  |  |  |  |  |  |  |  |  |  |  |  |
|  |                           |  |  |  |  |  |  |  |  |  |  |  |  |  |  |  |
|  | 9. Anastasia de Byzance   |  |  |  |  |  |  |  |  |  |  |  |  |  |  |  |
|  |                           |  |  |  |  |  |  |  |  |  |  |  |  |  |  |  |
|  |                           |  |  |  |  |  |  |  |  |  |  |  |  |  |  |  |
|  | 19. Pulchérie Skléraina   |  |  |  |  |  |  |  |  |  |  |  |  |  |  |  |
|  |                           |  |  |  |  |  |  |  |  |  |  |  |  |  |  |  |
|  |                           |  |  |  |  |  |  |  |  |  |  |  |  |  |  |  |
|  | 2. Iouri Dolgorouki       |  |  |  |  |  |  |  |  |  |  |  |  |  |  |  |
|  |                           |  |  |  |  |  |  |  |  |  |  |  |  |  |  |  |
|  |                           |  |  |  |  |  |  |  |  |  |  |  |  |  |  |  |
|  | 5. Eufimia                |  |  |  |  |  |  |  |  |  |  |  |  |  |  |  |
|  |                           |  |  |  |  |  |  |  |  |  |  |  |  |  |  |  |
|  |                           |  |  |  |  |  |  |  |  |  |  |  |  |  |  |  |
|  | 1. Michel Ier Iourievitch |  |  |  |  |  |  |  |  |  |  |  |  |  |  |  |
|  |                           |  |  |  |  |  |  |  |  |  |  |  |  |  |  |  |
|  |                           |  |  |  |  |  |  |  |  |  |  |  |  |  |  |  |
|  | 3. Hélène                 |  |  |  |  |  |  |  |  |  |  |  |  |  |  |  |
|  |                           |  |  |  |  |  |  |  |  |  |  |  |  |  |  |  |
|  |                           |  |  |  |  |  |  |  |  |  |  |  |  |  |  |  |

## Galerie

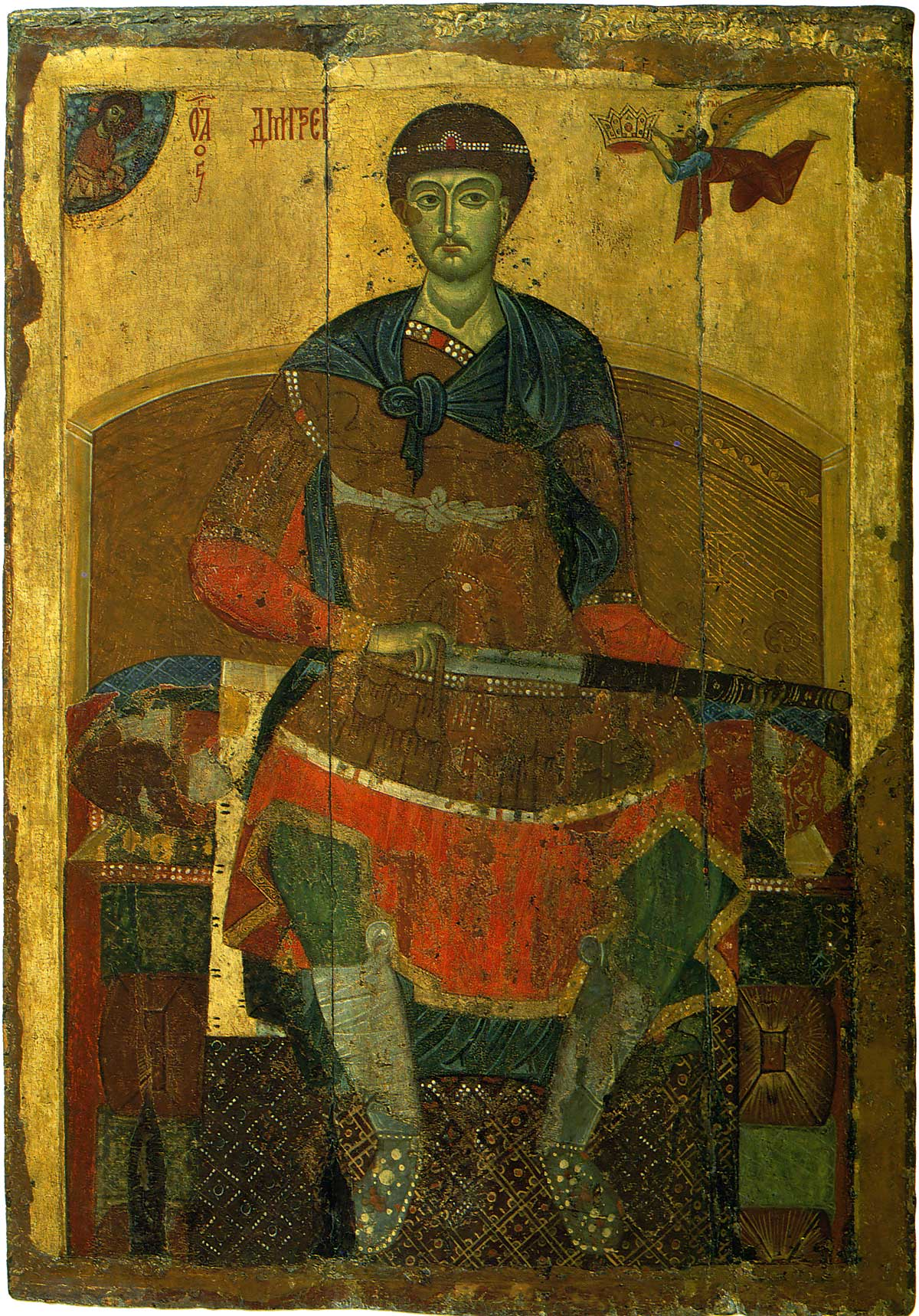
Icône de Vsevolod montrant son saint-patron, St. Demetrius, sortant son épée de son fourreau.